# أحمد يحياوي
أحمد يحياوي، هو لاعب كرة قدم فرنسي في مركز الوسط، ولد في 12 يناير 1987 في مارسيليا في فرنسا. شارك مع منتخب فرنسا تحت 16 سنة لكرة القدم ومنتخب فرنسا تحت 17 سنة لكرة القدم ومنتخب فرنسا تحت 18 سنة لكرة القدم. أما مع النوادي، فقد لعب مع أولمبيك مارسيليا ومولودية الجزائر ومولودية وهران ونادي إستر ونادي سيدان ونادي سيون ونادي كان ونادي مارتيغ.

## وصلات خارجية
- أحمد يحياوي على موقع رابطة كرة القدم الفرنسية للمحترفين (الإنجليزية)
- أحمد يحياوي على موقع قاعدة بيانات كرة القدم.إي يو (الإنجليزية)
- أحمد يحياوي على موقع ليكيب (الفرنسية)
- أحمد يحياوي على موقع Soccerway.com (الإنجليزية)